# Hitzewellen in Europa 2015
Ende Juni bis Mitte September des Jahres 2015 ereigneten sich ungewöhnliche Hitzewellen in Europa. Mit örtlich über 40 °C wurden verbreitet höchste Temperaturen seit Beginn der Wetteraufzeichnungen gemessen. Besonders betroffen waren die maghrebinische Mittelmeerküste, Südwest-, Zentral- und Südosteuropa mit einer der größten Hitzen der letzten Jahrzehnte.

## Meteorologie

### Synoptischer Überblick über den Verlauf
- Ursächlich für die Hitzewelle war anfangs eine klassische Omega-Wetterlage.[4] Das Hochdruckgebiet Annelie über Mitteleuropa, flankiert von Tiefdruckgebieten auf dem Atlantik und über Osteuropa, sorgte in weiten Teilen Europas für eine massive Einströmung subtropischer Heißluftmassen aus dem Mittelatlantik und Nordwestafrika bis in das südliche Skandinavien. Es folgte eine Hitzewelle mit Schwerpunkt in westlichen und zentralen Teilen Europas.[5][6][7]
- Die zweite Phase war geprägt von dem in den Atlantik vor der Iberischen Halbinsel verlagerten Azorenhoch, das sich gegen Mitte des Monats Juli Richtung Zentraleuropa ausweitete.[8][9] Wegen der im Vergleich zum Monatsanfang labileren Schichtung war diese Phase schwüler und gewitterreicher.[10] Mitte des Monats Juli verband sich die Hochdrucklage des Mittelmeerraumes mit jener Vorderasiens und Mittelsibiriens, die dort seit dem mittleren Juni eine extreme Hitzewelle mit bis zu 50 °C hervorbrachte.[11]
- Ein neuerliches Osteuropahoch Finchen mit weitgespannter Omegacharakteristik zwischen Atlantik und Sibirien dominierte die dritte Phase ab Ende Juli. Damit konzentrierte sich die Hitze auf die östlicheren Teile Europas, im Westen herrschten instabilere Lagen vor. In der dritten Augustwoche ging diese Extremhitze ihrem Ende zu.
- Dann wurde es mit den Hochs Isabel/Jessica über Zentraleuropa gegen Ende August noch einmal sommerlich heiß, diese vierte Phase hielt in die ersten Septembertage an.
- Eine neuerliche sehr nördliche Omegalage des Hochs Lajana brachte Mitte September noch einmal Hitze im südöstlicheren Europa.

In den Randzonen wie auch bei den jeweiligen Wetterumschwüngen begleiteten heftige Unwetter die Hitze.
| Land | Dauer                                                                           | Tmax (°C) | Datum, Ort                           | seit                  |
| --- | ------------------------------------------------------------------------------- | --------- | ------------------------------------ | --------------------- |
| Spanien | 26. Juni – 16. Juli, 21. Juli – 1. Aug., 4.–6. Aug., 17.–21. Aug., 25.–30. Aug. | 45,2      | 6. Juli Córdoba (AN)                 | 2012 (45,9 °C)        |
| Frankreich | 30. Juni – 7. Juli, 11.–18. Juli, 5.–13. Aug., 20.–22. Aug., 26.–30. Aug.       | 41,4      | 16. Juli Brive-la-Gaillarde (19)     | 2003 (44,1 °C)        |
| Deutschland | 1.–7. Juli, 17.–21. Juli, 4.–14. Aug., 22. Aug. – 1. Sep.                       | 40,3      | 5. Juli und 7. Aug. Kitzingen (BY)   | B.d.W. (40,2 °C 2003) |
| Schweiz | 1.–7. Juli, 11.–25. Juli, 4.–13. Aug., 27.–31. Aug.                             | 39,7      | 7. Juli Genf GE                      | 2003 (41,5 °C)        |
| Italien | 7.–9. Juli, 11.–25. Juli, 7.–13. Aug., 24. Aug. – 6. Sep., 16.–19. Sep.         | > 40      | 7. div.                              | 2012 (44,7 °C)        |
| Österreich | 3.–7. Juli, 15.–25. Juli, 4.–15. Aug., 24. Aug. – 2. Sep., 16.–17. Sep.         | 38,3      | 19. Juli Krems und Langenlebarn (NÖ) | 2013 (40,5 °C)        |
| Ungarn | 4.–7. Juli, 16.–26. Juli, 3.–16. Aug., 26. Aug. – 5. Sep., 14.–19. Sep.         | 39,3      | 8. Juli Budakalász (PE)              | 2013 (40,6 °C)        |
| Serbien | 4.–8. Juli, 15.–30. Juli, 10.–14. Aug., 31. Aug. – 6. Sep., 14.–22. Sep.        | 38,4      | 19. Juli Veliko Gradište             | 2013 (39,7 °C)        |
| Dauer: Hitzewarnstufen orange/rot im Meteoalarm-System und Angaben der Wetterdienste; „seit“ ist landesweiter Spitzenwert; B.d.W. … Beginn der Wetteraufzeichnungen / Messungen |                                                                                 |           |                                      |                       |

### Erste Phase Juni/Juli
| Höchsttemperatur und Temperaturanomalie (Abweichung vom langjährigen Mittel) |                 |
| 28. Juni–4. Juli: Intensive Anfangsphase der ersten Welle                    |                 |
| lila > +40 °C                                                                | hochrot > +7 °C |
| 5.–11. Juli: Ausweitung nach Osten                                           |                 |
| dunkelrot > +35 °C                                                           | rot > +5 °C     |

Um den 23.–26. Juni entstand eine Hochdruckbrücke des Azorenhochs zum abziehenden Mitteleuropa-Hoch Zoe, aus dem sich unter Einfluss eines Tiefs über den Britischen Inseln (Quintus) um den 29. Juni das Hoch Annelie bildete, das sich dann über die Ostsee verlagerte.
Besonders betroffen von der Hitzewelle war bereits in der Anfangsphase Spanien, wo sich schon Ende Juni 2015 bei Temperaturen von bis zu 43 °C Hitzerekorde eingestellt hatten. Seit dem 25. Juni herrschten landesweit Hitzewarnungen, seit dem 28. zumindest die zweite Warnstufe.
Auch in Algerien und Marokko erreichten die Temperaturen bis an die Küste wiederholt über 40 °C.
Portugal war hingegen vergleichsweise nur kurz betroffen.
In anderen Teilen Westeuropas wurden ebenfalls ungewöhnlich hohe Maximalwerte der Lufttemperatur gemessen.
In Frankreich wurden zahlreiche lokale Rekordtemperaturen bis knapp unter 40 °C verzeichnet, die Temperaturen lagen an der Kanalküste bis 20 °C über dem langjährigen Mittel für diese Zeit.
An der Wetterstation am Flughafen London Heathrow wurde am 1. Juli 2015 eine Temperatur von 36,7 °C gemessen und damit der bisherige Juli-Rekord für Großbritannien überschritten.
In den Niederlanden wurde mit 38,2 °C in Maastricht am 2. Juli der heißeste Julitag überhaupt und die dritthöchste je gemessene Temperatur in den Niederlanden verzeichnet.
Die Hitze griff schnell auch auf das westliche Mitteleuropa über.
In Deutschland wurden an vielen Stationen Allzeit-Rekordtemperaturen gemessen, die die Werte aus dem Sommer 2003 übertrafen. In Karlsruhe wurden am 5. Juli 2015 vom Institut für Meteorologie und Klimaforschung 40,8 °C gemessen. Der Deutsche Wetterdienst (DWD) hatte zum 1. November 2008 die Messungen an diesem Ort eingestellt, daher gelten diese Werte nicht als offiziell. Der DWD maß 40,3 °C in Kitzingen; das war zu diesem Zeitpunkt die höchste jemals gemessene Temperatur in Deutschland seit Beginn der flächendeckenden Wetteraufzeichnungen im Jahr 1881, der vorangehende Höchstwert von 40,2 °C wurde aber nur knapp übertroffen.
Die Schweiz verzeichnete vom 1.–7. Juli eine der extremsten Hitzewochen seit 150 Jahren, neben 2003 und 1947.

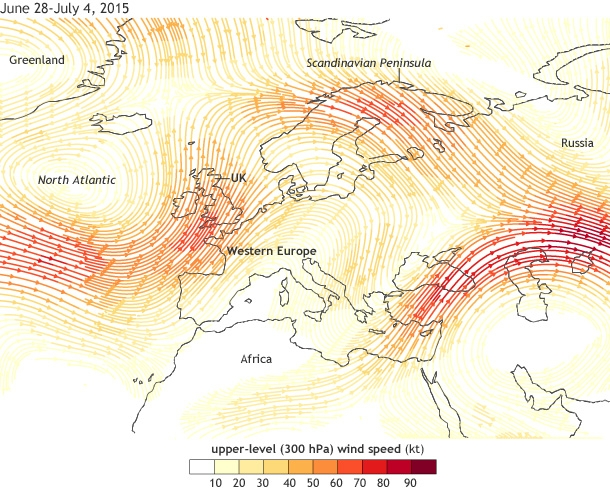
300-hPa-Höhenwinde 28. Juni – 4. Juli (Wochenmittel): Omega-Lage, westlich Tiefs Quintus/Siegfried, östlich Überlagerung zweier Strömungen durch das abziehende Hoch Annelie.

Ungewöhnlich hohe Temperaturen gab es dann durch die kräftige Südströmung auch in Nordschweden, in Forse im Ångermanland (südliches Norrland) wurde am 2. Juli mit 32,8 °C ein neuer Höchstwert verzeichnet. Auch sonst hatte es bis 5. Juli in Nord- und Südschweden über 30 Grad.
Im Laufe des beginnenden Juli verlagerte sich das Zentrum von Annelie über Polen und die Hitzewelle erreichte auch im östlichen Zentraleuropa mit Höchstwerten um 35 Grad in Slowenien, Österreich, Ungarn, Tschechien, der Slowakei und Polen. Hier wurden die Allzeit-Rekordtemperaturen der Hitzewelle von 2013 aber nicht erreicht.
Von Westen setzten an der eintreffenden Kaltfront des nächsten Tiefs Siegfried über den Britischen Inseln teils heftige Gewitter ein. Im Raum Südwestfalen fiel tennisballgroßer Hagel. Nennenswerte Abkühlung brachten die Gewitter jedoch nicht.
In Folge der Front erhielt der Europa-Nebenkern des Hochdruckkomplexes den Namen Bigi.
Ab dem 7. Juli verstärkte sich die Hitze über dem Osten Zentraleuropas, in Italien und am Balkan, weil eine kräftige Kaltfront des folgenden Nordseetiefs Thompson, die die Hitzewelle beendete, die heißen Luftmassen Westmitteleuropas vor sich her schob.
Vom Schweizer Mittelland bis in die Pannonische Tiefebene wurden nun Rekordwerte gemessen.
So verzeichnete Genf mit 39,7 °C den bisher höchsten je gemessenen Wert für die Alpennordseite.
Innsbruck registrierte mit 38,2 °C am 7. Juli eine neue Höchsttemperatur, Lugano auf den 7. Juli (25,4 °C) und Wien auf den 8. (26,9 °C) die jeweils wärmste Nacht seit Messbeginn. Danach verzeichnete Seibersdorf mit 30,4 °C die höchste je in Österreich gemessene Frühtemperatur (8 Uhr).
In Ungarn wurden an beiden Tagen mit Werten bis über 39 Grad örtlich 60 Jahre alte Rekordwerte des Sommers 1957 übertroffen (39,3 °C Budakalász, Pest).
Richtung Schwarzes Meer und Ägäis blieb die Welle mit Temperaturen bis knapp 40 °C (Bukarest, 9. Juli) für nur ein bis zwei Tage vergleichsweise kurz, doch wurden auch hier Unwetterwarnungen gegeben.
Die über die Alpen ziehende Kaltfront verursachte in Mittel- und Süddeutschland, West- und Südösterreich, Norditalien und der Ungarischen Tiefebene schwere Stürme.
In Tirol (Innsbruck 141 km/h), Kärnten und auch Mittelungarn, wo zuletzt die größte Hitze geherrscht hatte (Aszód, PE, 131 km/h), erreichten die Windspitzen Orkanstärke und führten zu Windwurf, Verkehrsbehinderungen und Stromausfällen.
Aus dem Raum Sachsen-Anhalt wie auch Villach–Gailtal wurden bis golfballgroße Hagelschosse gemeldet, die regional zu umfangreichen Dachschäden führten. Auch die Steiermark verzeichnete Platzregen bis 65 Liter in wenigen Minuten.
Zwischen Dolo und Mira unweit von Venedig richtete ein Tornado der Stufe 3/EF4 Verwüstungen an.
Ein gemeldeter Tornado in Framersheim (Rheinland-Pfalz) könnte auch ein Downburst gewesen sein.

### Zweite Phase Mitte Juli
| Höchsttemperatur und Temperaturanomalie (Abweichung vom langjährigen Mittel) |                 |
| 12.–18. Juli: Beginn der zweiten Welle                                       |                 |
| lila > +40 °C                                                                | rot > +5 °C     |
| 19.–25. Juli: Verlagerung nach Osten                                         |                 |
| dunkelrot > +35 °C                                                           | hochrot > +7 °C |

Nach dieser Front zog sich die Hitze in den Mittelmeerraum zurück, in Spanien ging die Hitzewelle in die dritte Woche. Dort wurden am 6. Juli mit bis über 45 Grad am unteren Guadalquivir bis zum Inneren der Provinz Valencia (Córdoba-Observatorio Andalusien, 45,2 °C) und am 7. Juli (Zaragoza-Aeropuerto, Aragonien, 44,5 °C, Murcia, Murcia, 43 °C) in zahlreichen Orten die höchsten Messwerte seit Beginn der Wetteraufzeichnungen in den 1920er Jahren erreicht. In der Kombination von Temperatur, Dauer und Ausmaß übertraf sie schon Anfang Juli die Ausmaße der Hitzewellen 2012 und 1991
und wurde mit 2003 die zweitschwerste Hitzewelle seit 1975.
Mit Hoch Clara und den Tiefs Thompson und Ulrich stellte sich über Zentraleuropa in Folge normales Sommerwetter ein, was mit Kaltfronten für Spanien eine kurzzeitige leichte Entlastung brachte. Am Alpenrand führten diese neuerlich zu schweren Gewitterstürmen im Land Salzburg.

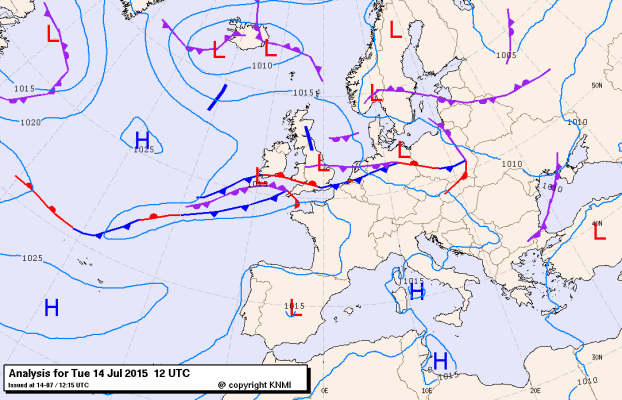
Wetterlage 14. Juli: Flache Azorenhoch-Ausläufer bis auf den Balkan, Tiefdruckrinne Xaver–Waldemar über dem nördlicheren Europa

Ab dem 11. Juli gingen die Temperaturen in Zentral- und Südspanien wieder verbreitet gegen die 40-Grad-Marke.
In Folge weitete sich das Hoch – dieser Kern, Dietlinde benannt, die folgenden Hochkerne blieben unbenannt – wieder gegen Zentraleuropa und dann Osteuropa aus.
Die Temperatur stieg dort ebenfalls schnell wieder über 35 Grad.
Während sich am 16. Juli die Hitzewelle in Spanien mit Eintreffen einer Kaltfront entspannte (Temperaturen nunmehr bis maximal etwas über 35 Grad),
setzte im Maghreb der Scirocco ein (Tunesien bis 41 °C). Frankreich verzeichnete mit über 41 Grad einen neuen Landes-Spitzenwert dieser Hitzewelle (41,4 °C in Brive-la-Gaillarde, Corrèze). In den Hochgebirgsregionen der Alpen wurde ebenfalls ein Rekordwert gemessen (so +6,7 °C auf der Capanna Margherita, Piemont, auf 4560 m).
Diesmal war Italien mit mehrmals über 40 °C in der Emilia, Apulien, Kalabrien und Rekord-Nachttemperaturen (Turin 27,1 °C 16./17. Juli) großräumiger betroffen. Slowenien verzeichnete diese Tage bis 38 Grad.
In Ungarn bis 37 °C und am Balkan herrschte teils landesweit höchste Hitzewarnstufe, so in Kroatien, wo am 18. Juli 40,0 °C in Split-Kaštela in Dalmatien gemessen wurden, in Bosnien-Herzegowina, in Montenegro mit 38,2 °C in Podgorica am 17. Juli, wie auch in Serbien mit Temperaturen bis 38 °C und gebietsweise in Rumänien mit bis zu 39 °C.
In der Zeit dominierten mächtige Tiefdruckrinnen das Wettergeschehen über dem nördlicheren Europa, die sich in der Tiefserie Waldemar–Xaver–Yakari mit langsamen Zugbahnen von den britischen Inseln auf das Baltikum entwickelten und Störungsfronten über Mitteleuropa steuerten.
Schwere Wärmegewitter gab es von Spanien bis in das Baltikum, so beispielsweise großräumiger in Deutschland, Österreich und Polen.
In einem lokalen Böensturm bei Straßburg musste ein Pfadfindertreffen mit 15.000 Besuchern evakuiert werden.
Ein Schlagregen im Neuenburger Jura (La Frétaz 31 mm/10 min) erreichte Ausmaße, die in der Schweiz erst wenige Male überhaupt gemessen wurden. Am 17. Juli maß Innsbruck-Flughafen Sturmböen von 115 km/h und Altenrhein-Flugplatz 109 km/h, am 19. Juli Poznań in Polen 101 km/h, am 20. Juli Prievidza in der Slowakei 112 km/h. Vier Hagelfronten in nur fünf Stunden verwüsteten am 19. Juli die steirischen Gemeinden Pusterwald und Pölstal.

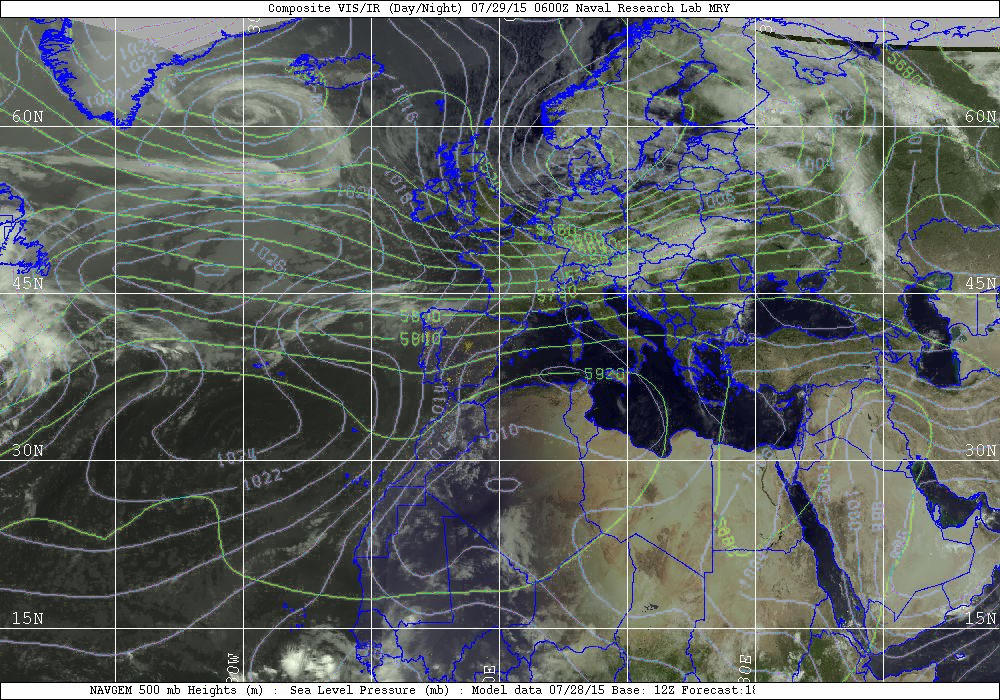
Wetterlage 28./29. Juli: Nordverlagerter Azorenhoch-Komplex und Tief Andreas über Dänemark, Kaltluft-Westwinde nördlich der Alpen, Warmluft-Westwindgürtel südlich der Alpen (Drücke Meereshöhe/SLP bläulich, 500-hPa-Niveau gelblich – entspricht den Höhenwinden)

Eine neuerliche Front legte sich vom 21. bis zum 23. Juli an Alpen und Karpaten und es folgten am 24./25. und am 26./27. Juli zwei – für diese Jahreszeit ungewöhnliche – atlantische Sturmtiefs. Diese wurden Zeljko und Andreas genannt.
Diese beendeten damit die Hitze mit Temperaturstürzen bis 15 Grad in wenigen Stunden im nordwestlicheren Europa.
Dabei schob sie abermals die Warmluft vor sich her. In Tschechien wurde am 22. mit 39,2 °C in Husinec u Řeže unweit von Prag der bisher heißeste Tag des Jahres gemessen. Die in der Slowakei in Dudince in der Mittelslowakei gemessenen 38,2 °C blieben nur 0,1° unter der höchsten jemals gemessenen Temperatur (Vysoká nad Uhom, 2007).
Österreich verzeichnete mit je 37,9 °C in Langenlebarn und Bad Deutsch-Altenburg Werte wie schon Anfang Juli.
Im Hochdruckeinfluss südlich und östlich der Pyrenäen und Alpen blieben die Temperaturen weiterhin extrem, besonders in Andalusien (bis über 38 Grad) und der Ungarisch-Serbisch-Rumänischen Tiefebene (mehrfach 39,0 °C in Südungarn).
Die Schweizer Alpensüdseite hatte noch bis zum 24. Juli höchste Hitzewarnstufe. Im südöstlicheren Zentraleuropa waren durch die Wolkenbedeckung in der Zeit insbesondere die Nächte extrem warm, in Tata (Komárom-Esztergom) wurde am 25. Juli mit minimal 25,2 °C im Morgengrauen ein neuer Allzeit-Rekord einer Tropennacht verzeichnet (davor 24,0 °C 1988), die Tagestemperaturen lagen verbreitet um 35 °C.
Mit diesen Kaltfronten gingen von Südfrankreich bis Nordrussland und das Karpatengebiet abermals schwere Unwetter einher. Im Bleniotal im Tessin erreichte am 21. Juli ein Schlagregen mit 70 mm innerhalb einer Stunde abermals eine erst wenige Male in der Schweiz verzeichnete Intensität.
Nach Gewittern gab es am 23. Juli im Raurisertal in Salzburg eine schwere Vermurung, dazu kamen Sturzfluten am 24. Juli im Lavanttal, Kärnten.
Der Sturm Zjelko war am 25. Juli der heftigste je verzeichnete Sommersturm in den Niederlanden.
Am 26. und 27. Juli fanden in Russland schwere Unwetter statt, nordwestlich Moskaus fielen in der Nacht bis 50 mm Regen, in der Stadt selbst wurde mit 39,9 mm ein 130-jähriger Rekord für diesen Tag übertroffen (39,1 mm 1883). Golfballgroße Hagelgeschosse wurden diesmal beispielsweise aus Horb am Neckar (22. Juli) und der Oblast Brjansk (27. Juli) gemeldet. Nahe Püspökladány in Ungarn wurde ein kleiner Tornado gesichtet (26. Juli).

### Dritte Phase Ende Juli/August
| Höchsttemperatur und Temperaturanomalie (Abweichung vom langjährigen Mittel) |                 |
| 26. Juli–1. August: Hitze in Südosteuropa                                    |                 |
| lila > +40 °C                                                                | hellrot > +3 °C |
| 2.–8. August: Dritte Welle nordöstlicheres Zentraleuropa                     |                 |
| dunkelrot > +35 °C                                                           | rot > +5 °C     |
| 9.–15. August: Intensivierung im Osten                                       |                 |
| dunkelrot > +35 °C                                                           | hochrot > +7 °C |

Am 26. Juli zog sich die Hitze wieder weitgehend zum Mittelmeer zurück,
vereinigte sich aber zugleich mit der zentralasiatischen Hitze, die Hoch Eva u. a. über Russland verursachte. Nun meldeten neben Südspanien und der gesamten Mittelmeerküste von Marokko bis nach Syrien auch wieder die Ukraine Temperaturen deutlich über 35 Grad, in Griechenland (41 °C in Larisa, 29. Juli), der Westtürkei, Serbien, Rumänien und Bulgarien überschritten die Messungen wieder die 40 Grad-Grenze, während sich die Hitze in Osteuropa in das südliche Russland zurückzog.
Zu der Zeit verliefen die Temperaturen von gut 38 Grad im östlichen Mittelmeerraum sukzessive bis auf knapp 50 Grad im Zweistromland und auf der Arabischen Halbinsel, z. B. wurden in Bagdad mehrere Tage bis zu 49 °C gemessen. Im Maghreb setzte wieder mit 41 °C am 28. Juli in Südspanien und Algier und mit dann 42 °C am 30. Juli in Tunis heftiger Scirocco ein.
Um den 31. Juli stand Mitteleuropa unter dem Hochdruckeinfluss des Hochs Finchen, während ein kleines Mittelmeer–Alpen–Zwischentief zu gewisser Abkühlung in Spanien und schweren Unwettern in der Toskana führte, besonders in Florenz. In Folge stellte sich im Mittelmeergebiet mit Temperaturen um 35 °C normales Sommerwetter ein.
Das Hoch stabilisierte sich über Osteuropa. Ein neuerlicher, kräftiger und einige Tage ortsfester Tiefkomplex über den Britischen Inseln bis Nordskandinavien, namens Bonimir -Christian, führte mit seinen Fronten wieder subtropische Warmluft nach Mitteleuropa, diesmal als Hochdruckkeil primär östlich um den Alpenraum herum. Mit dem 3. August stiegen über dem Pannonischen Raum hinaus auch in Polen, im östlicheren Deutschland und am Baltikum die Temperaturen bis über 35 °C. Nach Durchzug einer Störung strömte die tropische Luft ab dem 6. August vor der Front auch westlich der Alpen ein.
In Vallon-Pont-d’Arc im Ardèche wurden am 6. August 40,6 °C und am Folgetag 40,9 °C verzeichnet.
Am 7. August wurde in Kitzingen in Franken die Rekordtemperatur Deutschlands von 40,3 °C von Anfang Juli erneut gemessen. Vom Institut für Meteorologie und Klimaforschung in Karlsruhe wurde an diesem Tag ein neuer Höchstwert von 41,2 °C gemessen.
In Ungarn, Polen und Ostösterreich, teils auch in Ostdeutschland, Tschechien, der Slowakei, Slowenien und Nordserbien herrschte bis zu 10 Tage ununterbrochen höchste Hitzewarnstufe, in Ungarn durchgehend landesweit.
In Tschechien maß der Tschechische Wetterdienst ČHMÚ mit 39,3 °C in Řež bei Prag am 7. August und dann mit 39,8 °C in Řež und Dobřichovice am 8. August die jeweils bisher heißesten Tage des Jahres.
Berlin-Kaniswall am 7. August wie auch Wrocław in Polen am 8. August verzeichneten mit jeweils 38,9 °C einen neuen Rekord der Messstelle, desgleichen Minsk in Weißrussland mit 35,8 °C (124 Jahre Messungen).

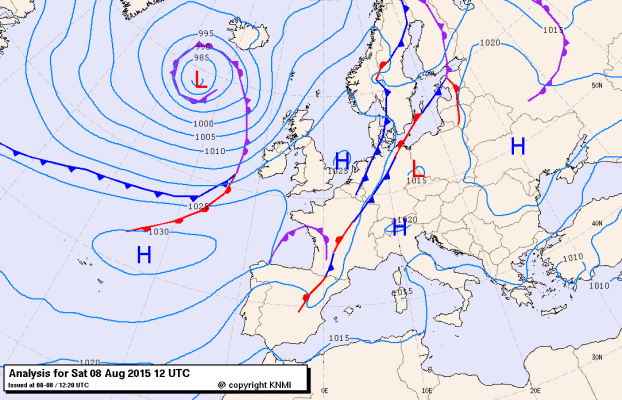
Wetterlage 8. August: Front quer durch Europa (Bonimir/Christian am Polarmeer), kommendes Tief vor Island, Azorenhoch-Ausläufer vor der Biskaya, Finchen über der Ukraine, sich über Südfrankreich bildendes Tief Detlef

Der kleinräumigere Höhentiefkern Detlef des abziehenden Tiefs Christian, der von den Alpen über Italien südostwärts zog, beendete die Hitze in Südwesteuropa, verstärkte aber die Warmluft-Einströmung über den Ostalpenraum. Als neues Osteuropahoch stabilisierte sich Gwendolin. Tarifa im spanischen Cádiz verzeichnete eine neue Rekordtemperatur von 35,4 °C und dann beispielsweise Morón de la Frontera (Sevilla) mit einer nächtlichen Minimaltemperatur von 26,6 °C in der Nacht zum 9. August, aber auch Wien-Innenstadt mit 26,9 °C in der Nacht zum 10. August jeweils neuerliche Tropennachtrekorde. Topoľčany in der Slowakei maß am 10. 38,2 °C. Das Tief Detlef wurde zu einem Mittelmeertief mit unüblich stark südlicher Zugbahn der Va–Vd-Charakteristik und zerfiel über Malta.
Vor den Fronten entstanden wieder örtlich schwere Gewitter.
Größere Erdrutsche gab es am 5. August in San Vito di Cadore bei Cortina d’Ampezzo, und im Kärntner Gail- und Drautal.
In Jósvafő in Nordostungarn fielen 50 mm Regen in 20 Minuten, in Budapest wurde Hagel bis 2,5 cm Durchmesser gemeldet.
Schwere Unwetter mit Hochwasser und Muren gab es am 8. im Sarganserland (Weisstannental), Tirol (Stubaital, Sellraintal) und Salzburg (Mittersill, Kleinarltal, Riedingtal), am 10. in Vorarlberg (Gamperdonatal). Schwere Gewitter gab es an diesem Tag auch im Raum Stuttgart wie auch im Saarland, in Rheinland-Pfalz und in Nordrhein-Westfalen.
Der Höhentrog über Italien verursachte dann 10. und 11. August schwerste Unwetter mit Sturm und Überflutungen in Italien, besonders in Kampanien, aber auch Umbrien und der Toskana. In Marina di Carrara trat wieder ein Tornado auf, in Andria ein schwerer Hagelsturm, in Rossano Calabro fielen enorme 230 mm Niederschlag in 5 Stunden, 350 mm im Laufe des Tages.

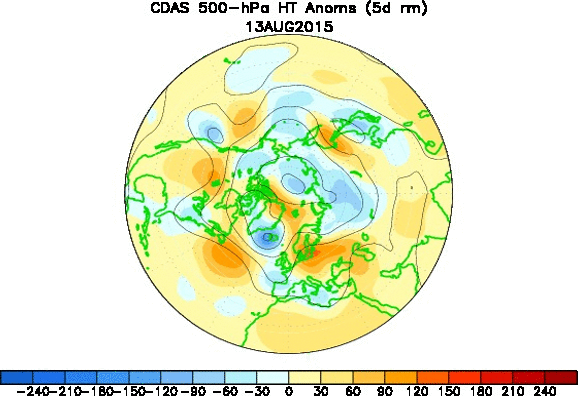
Nordhemisphäre 13. August (500-hPa-Anomalien)

In Folge stellte sich die Wetterlage um: Das Azorenhoch dehnte sich bis Neufundland aus, das anrückende Atlantiktief kam nordwärtsziehend über Island nicht mehr hinaus, über Osteuropa und dem Schwarzmeerraum bildeten sich am abziehenden Hoch instabile Tiefdrucklagen, und es entstand eine Hochdruckbrücke über Skandinavien (Hildegard–Isabell) in das Polarmeergebiet. Über der Biskaya formierte sich ein neuerliches Tief (Eberhard), das mit dem Islandtief verschmolz. Diese bis in das Mittelmeergebiet reichenden Fronten (Lokales Tief Florian von der Biskaya über die Alpen) lenkten anfangs mit ungewöhnlichen südöstlichen warmen Höhenströmungen die Warmluft noch bis Nordfrankreich, brachten dann aber – sehr langsam fortschreitend – sukzessive massivere Abkühlung in Mitteleuropa. Parallel gab es einen nordöstlichen Kaltlufteinbruch über Nordrussland nach Polen mit Abkühlung für Osteuropa.
Dabei wurden die Warmluftmassen neuerlich im pannonisch-karpatischen Raum zusammengeschoben, mit 37,8 °C in Budapest-Újpest am 13. August und 26,1 °C in Lágymányos, jeweils der heißeste Tag und die wärmste Nacht, die je im Budapester Stadtgebiet gemessen wurden (davor 37,4 °C 1946 respektive 25,0 °C 1952). Ähnlich hoch stiegen die Temperaturen in den angrenzenden Gebieten der Slowakei und in Serbien, in Mähren maßen 35 Stationen (von landesweit gesamt 161) am 14. einen so heißen Tag wie seit 20 bis 50 Jahren nicht mehr, darunter Lučina 36,9 °C.
Die Temperatur fiel parallel mitteleuropaweit in wenigen Tagen um bis zu 20 °C, so in Montélimar in Frankreich mit Gewittern von 37 °C am 13. auf 20 °C am 14. August. oder in Prag von 35,2 °C am 14. auf 14,6 °C am 18. August.
Auch über Deutschland führte die Front zu schweren, teils lange am Ort verweilenden Unwettern, mit Sturm, Hagel und Überflutungen, darunter einem 5–10-jährlichen Regen im Großraum Stuttgart.
Über den Westalpen setzte am 13. August ein Föhnsturm mit bis zu 100 km/h ein, am 14. betrug die Druckdifferenz zwischen der West- und Osthälfte der Schweiz 8 hPa.
Die Fronten griffen auch auf den Adriaraum über, mit Unwettern in Italien besonders in Bologna oder Rom, und in Kroatien in Istrien und am Kvarner am 15. August.
Im Raum Großpolen und Niederschlesien traten am 15. August intensive Gewitterstürme auf.
Dann setzten auch hier in einem relativ schmalen Band vom nördlichen Balkan bis an die Deutsche Nordseeküste intensive Regenfälle ein, in Budapest am 17. August mit 80 mm in nur einer Stunde und 139 mm in 51 Stunden, das ist eine doppelte durchschnittliche Augustmenge, oder 90,2 mm am selben Tag in Hurbanovo, die höchste seit Beginn der Messungen 1876 dort verzeichnete Tagesmenge und ebenfalls fast einer doppelten Monatsmenge.

Auch in einem Streifen von Sachsen bis Nordrhein-Westfalen fielen in Deutschland bis zu 150 mm 16.–19. August und führten bei heftigeren Gewittern wegen der ausgedörrten Böden zu Überflutungen. Ein kleines Höhentief über der oberen Adria führte weiter zu intensivem Regen in Oberitalien und am Westbalkan.

### Vierte Phase Ende August/Anfang September
| Höchsttemperatur und Temperaturanomalie (Abweichung vom langjährigen Mittel)                                              |                                |
| 16.–22. August: Normale Hitze in Südwest- und Osteuropa, abnorme Wärme in Skandinavien und im nordöstlichen Zentraleuropa |                                |
| dunkelrot > +35 °C | blassrot > +3 °C               |
| 23.–29. August: Hitze und Wärme in fast ganz Europa                                                                       |                                |
| hochrot > +30 °C | hellrot > +5 °C                |
| 30. August – 5. September: Hitzewelle im östlicheren Europa                                                               |                                |
| dunkelrot > +35 °C | hochrot > +7 °C                |
| 6.–12. September: Ende der Hitzewelle um die Ägäis                                                                        |                                |
| lila > +40 °C | Blautöne unterdurchschnittlich |

Über Skandinavien hielt sich das stabile Hoch (Isabell) weiter, mit hochsommerlichen Temperaturen bis Norwegen, wo der Sommer bisher weitgehend verregnet gewesen war. Frosta in Nord-Trøndelag (Mittelnorwegen) maß am 19. August mit 28,8 °C Temperaturen wie Rom zu der Zeit. Auch Gegenden wie Pommern und Vorpommern erreichte der Kälteeinbruch nicht.
Dann stellte sich vor den Fronten des mächtigen Islandtiefs der Vortage wieder eine Südströmung ein, mit über 35 Grad in Portugal und Spanien ab dem 17. August, bis zu 33 Grad in den Fönlagen Südwestfrankreichs und bis zu 30 Grad in Südostengland am 22. August.

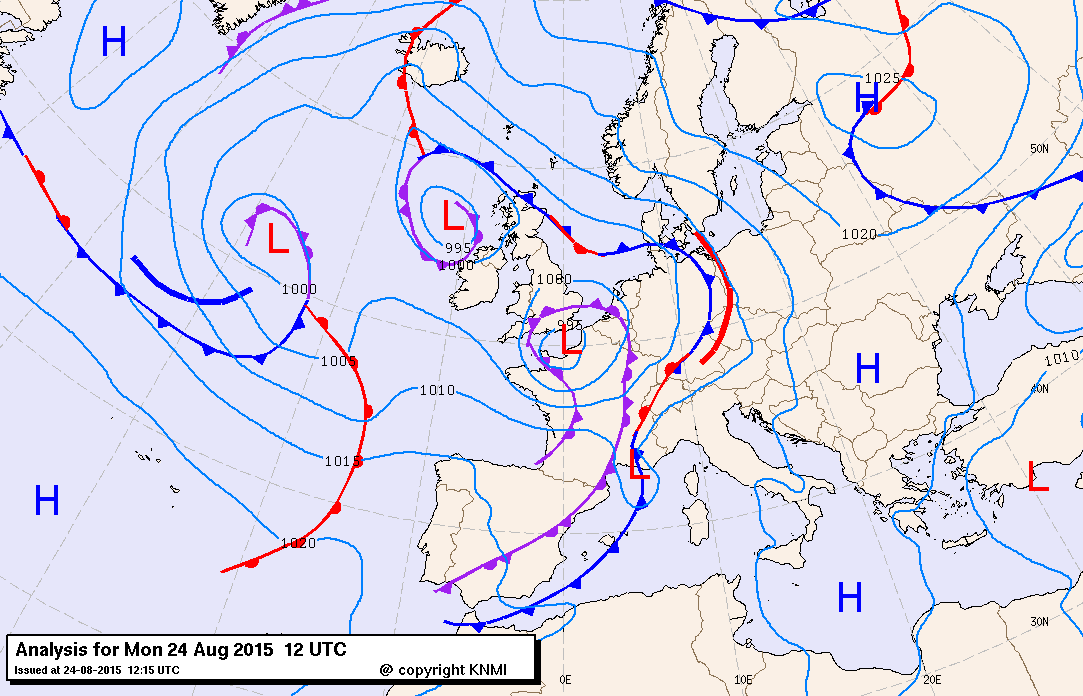
Wetterlage 24. August: Tiefs Gerald (bei Irland), Hans (Ärmelkanal), Immanuel (Atlantik); Hochdruckbrücke von Afrika bis Isabell über Nordrussland.

Ein neuerlicher Biscaya–Nordsee–Skandinavien-Tiefkomplex (Gerald–Hans–Immanuel) mit einem verbundenen Mittelmeertief brachte heftige Niederschläge am West- und Südalpenrand und Überflutungen und Muren im Hérault (Soumont 210 mm/24 h) und an der Côte d’Azur. In Südostfrankreich eskalierte die Situation besonders in Montpellier. In den Alpen erreichten föhnige Sturmfelder etwa am Gütsch oder dem Patscherkofel 120 km/h.
Hinter diesen Tiefs entwickelte sich wieder eine stabile Brücke vom Azorenhoch zum Hoch Isabell, das inzwischen nach Osteuropa abgewandert war, diese erhielt den Namen Jessica. Damit erreichte mit südwestlicher Höhenströmung und Subtropikluft eine weitere Hitzewelle auch Mitteleuropa, während sich eine Tiefdruckrinne als Luftmassengrenze vom zentralen Nordatlantik über Norddeutschland bis an das Schwarze Meer erstreckte.
In Süditalien wurden ab 24. August bis 35 Grad gemessen, im Landesinneren Spaniens ab 25. August wieder bis 38 Grad. Dann dehnte sich die Hitze wieder bis auf das Baltikum und an das Schwarze Meer aus (Hoch Karma, dann dort Jessica) und vereinigte sich abermals mit der Vorderasien-Hitze. Bis Lettland wurden über 30 Grad gemessen und über 35 Grad wieder in etlichen Gebieten des Balkans, in Rumänien, der Südukraine und der Krasnodar–Kaukasus-Region Südrusslands.
Erst ab dem 30. August setzte mit der von den Skandinavientiefs Hans/Immanuel gesteuerten Störungszone, die bisher in West-Ost-Richtung über Zentraleuropa gelegen hatte, von der Iberischen Halbinsel beginnend eine Abkühlung ein, die langsam diese letzte Hitzewelle des meteorologischen Sommers beendete. Die anhaltende Südwestströmung verlagerte die Warmluft in den Osten Europas. Vor der Kaltfront wurde am 1. September von der Ostsee bis in die Pannonische Tiefebene an vielen Stellen der heißeste je gemessene Septembertag aufgezeichnet, örtlich sogar neue Allzeit-Höchstwerte, so in Görlitz in Sachsen 33,3 °C (ein Grad über dem bisherigen Spitzenwert von 1947). Mit föhnigen Winden übertraf die Temperatur vom österreichischen Alpenvorland bis in das Weinviertel die 35-Grad-Marke, den höchsten Wert maß man in Pottschach am Alpenrand mit 36,0 °C . In Tschechien meldete Vráž in Südböhmen am 31. August 36,5 °C und Javorník in Schlesien am nächsten Tag 37,4 °C (weit über dem bisherigen höchsten Septemberwert von 32,2 °C am 6. September 2008). In Michalovce im Ostslowakischen Tiefland wurden 36,4 °C gemessen. Dombegyház an der ungarisch-serbischen Grenze verzeichnete mit 36,9 °C ebenfalls nationalen Septemberrekord.

Temperaturen über 35 Grad und höhere Warnstufen herrschten im südöstlichen Serbien und Mazedonien noch bis 5. September. Tags darauf erreichte die Hitzewelle an der Vorderseite der über den Balkan südwärts vordringenden Tiefdruckrinne rund um Athen noch einmal mehrere Tage an die 40 Grad.
Ein kleinerer Tiefkomplex Jonas/Kalle über der Nordsee, Ostsee und dann dem Baltikum, der sich aus der vorhergehenden Störungszone gebildet hatte,
brachte über eine Woche lang heftige Gewitter mit verbreitet schweren Unwettern, Sturm, Hagel und Überflutungen besonders an der Luftmassengrenze im Mittelmeerraum hervor.
Die Temperaturen fielen wieder verbreitet in kurzer Zeit um 15 Grad bis 20 Grad.
31. August auf 1. September bildete sich über Südwestfrankreich eine umfangreiche Unwetterzelle, mit orkanartigen Böen (152,6 km/h, Le Montat im Lot, dort die höchste je gemessene Windspitze),
aus dem nördlicheren Europa wurden nur vereinzelt lokale schwerere Unwetter gemeldet, etwa im Landkreis Aurich in Ostfriesland
und Sachsen.
In Emmerich am Rhein wurden Krähenvögel von einem sehr plötzlichen Hagel erschlagen, ein seltenes Phänomen.
Schwere Hagelunwetter gab es dann im Tiroler Inntal am 3. September. Vom
3. auf 4. September fiel aus einer Unwetterzelle mehr als ein Monatsmittel Regen in Südspanien und den Balearen.
Sie zogen dann mit Starkregen über die Provence und Oberitalien,
Hagel bis Hühnereigröße gab es am 5. September in Neapel.
Ein weiteres großräumigeres Gewittergebiet (mesoskaliges konvektives System) brachte Schlagregen bis 100 mm/3 h am 8. September in Calatabiano (Sizilien),
90 mm/24 h auf Kerkyra (Korfu, Ionische Inseln)
und dann heftigere Niederschläge in Serbien.

### Fünfte Phase Mitte September

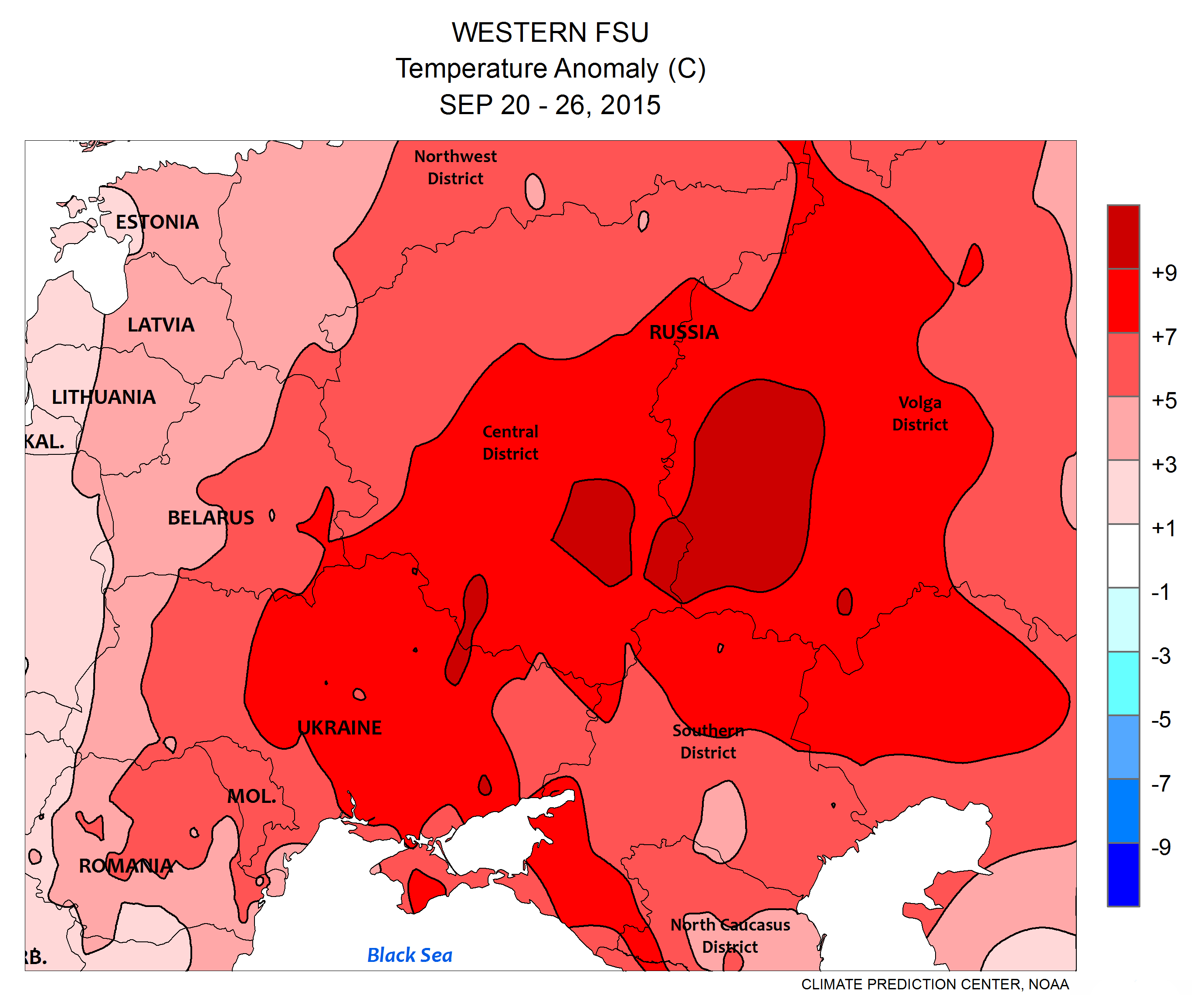
Temperaturanomalie im russischen Raum, 20.–26. September

| Höchsttemperatur und Temperaturanomalie (Abweichung vom langjährigen Mittel)  |                 |
| 13.–19. September: Abnorme Hitze am Balkan und im östlichen Zentraleuropa.    |                 |
| dunkelrot > +35 °C                                                            | tiefrot > +9 °C |
| 20.–26. September: Abnorme Hitze im russischen Osteuropa und Schwarzmeerraum. |                 |
| hochrot > +30 °C                                                              | hochrot > +7 °C |

Die Hochs Lajana und Maybrit, die sich schon in der dritten Augustwoche respektive Mitte September bei Neufundland und Grönland aus dem Azorenhoch gebildet hatten, zogen im Laufe des mittleren und späten Septembers langsam über die Britischen Inseln und Skandinavien in das nördliche Russland, nurmehr mit herbstlicher Wärme verbunden.
Von dort entstand zwischen den Mittelmeertiefs eine Hochdruckbrücke in den nordafrikanischen Raum, die neuerlich mit kräftigen föhnigen Südwestströmungen ab 9. September wieder zu zeitweise sommerlichen Temperaturen von der Schweiz bis Osteuropa führte.
Ab 14. September stiegen im Alpenvorland, in Ostösterreich, dem Karpatenbecken und dann der Osteuropäischen Ebene die Temperaturen sukzessive über 30 Grad.
Der Alpenföhn erreichte am 16. September Orkanstärke, so am Gütsch 172 km/h (17.9.), in Weissbad AI (Ebenalp) 135 km/h (16.9.), am Patscherkofel (Tir.) 156 km/h (16.9.), in den Tälern 119 km/h in Brülisau AI (16.9.), 136 km/h in Innsbruck-Olympisches Dorf (16.9.) und noch bis 100 km/h in Wien (18.9.), mit verbreitet Sturmschäden.
In Österreich verzeichnete Gumpoldskirchen mit 35,5 °C am 17. einen neuen Rekord für die 2. Septemberhälfte, über 30 Grad wurden so spät im Jahr erst wenige Male in der gesamten Messgeschichte verzeichnet (in Wien 1947, 2003, 1961 und 1867).
Am Zentralbalkan und später an der unteren Donau erreichte die Hitze dann deutlich über 35 Grad. So maßen Szeged mit 36,4 °C am 17. und Körösszakálon mit 37,2 °C am 18. jeweils neuen nationalen Septemberrekord.
In den Süd- und Ostkarpaten lagen die Temperaturen bis 10 °C über dem normalen Wochenmittel dieser Tage, an manchen Orten wurden hier die höchsten Werte dieses Jahres gemessen,
an der italienischen unteren Adria (Abruzzo, Molise und Puglia) am 17. September sogar über 40 Grad, dort ebenfalls die höchsten je gemessenen Septembertemperaturen.
Die Wärme erreichte auch wieder das Baltikum und Skandinavien. Die Hitze hielt sich im Karpatenbecken bis 19. September und zog sich dann mit Hoch Lajana in den Raum Ägäis–Schwarzes Meer zurück. Um den 25. September erreichte sie mit Hoch Maybrit und großräumigen südlichen Strömungen den Raum Moskau und das Gebiet des Weißen Meeres und hielt sich bis Anfang Oktober im russischen Schwarzmeerraum und Wolgagebiet.
Vor den nachrückenden Fronten eines atlantischen Tiefkomplexes – Leo, Michael und ex-Henri, einem tropischen Sturm des Mittelatlantiks – gab es 11.–13. September im Südstau Südfrankreichs (Épisode méditerranéen) massive Niederschläge, mit 256 mm/24 h in Valleraugue (Gard), 242 mm/6 h in Grospierres (Ardèche) und über 110 km/h Sturm in Nizza.
Die folgende Front, die die Hitze noch Südosteuropa abdrängte, brachte am 16. September Unwetter von Portugal über Nordspanien, Zentralfrankreich (135 km/h in Saint-Dizier, Champagne-Ardenne und Clamecy, Burgund), Südostengland, den Westen Deutschlands bis Südschweden. 
Ein weiteres Adriatief (Patrik) führte am 21./22. September zu schweren Niederschlägen und Tornados im Raum der Ägäis.
Danach folgte ein weiteres stabiles Europahoch Netti, in Mitteleuropa nurmehr mit herbstlichen Temperaturen verbunden, aber wieder bis über 30 Grad in Portugal und Südspanien.

### Klimatologische Zusammenhänge
Eine Besonderheit dieser Hitzewelle ist die vorausgehende Serie großer und schlecht prognostizierbarer Temperaturschwankungen in Europa im Laufe des Frühjahrs.
Schon Anfang Mai hatte eine Hitzewelle Temperaturen bis knapp 45 Grad in Spanien erreicht (44,4 °C in Carcaixent, Süd-Valencia) und Menschenleben gefordert,
in Mitteleuropa wurden 30 Grad erreicht. Diese Hitzewelle ging mit heftigen Unwettern zu Ende.
Danach waren mit kräftigen Eismännern im Alpenraum wieder Dauerregen, Minustemperaturen und Schneefälle bis in die Niederungen zu verzeichnen.
Gebietsweise war dieser Monat der trübste Mai der letzten 25 Jahre.
Der Juni brachte anfangs wieder eine Hitzeperiode mit bis zu 35 Grad in Zentraleuropa und abermals schweren Gewittern.
Die folgende Schafskälte der zweiten Junihälfte führte – nach den Mittelfristvorhersagen überraschenderweise
– mit einem Einbruch polarer Kaltluft wiederum zu Temperaturen deutlich unter 10 Grad (so 0,3 °C in Obertauern, 1772 m, am 24. Juni).
Es handelte sich um den jeweils global wärmsten Mai und Juni, die seit dem Beginn weltweit zusammenhängender und beständiger Wetteraufschreibungen in den 1880er Jahren verzeichnet wurden.

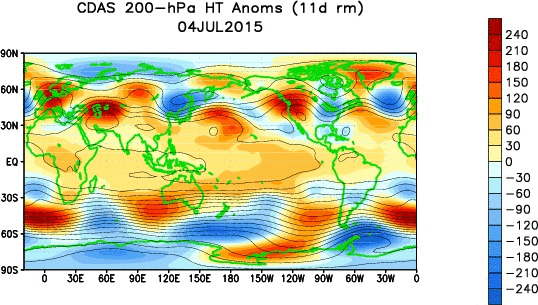
Lage der Aktionszentren, 4. Juli 2015 (200-hPa Höhenanomalien): Weltweit Hitze- und Kälteereignisse

Zeitgleich herrschte auch am Ostrand der europäischen Hitzewelle, im Raum Zentralsibirien–Kaspisches Meer (47,2 °C, Aşgabat in Turkmenistan, 30. Juni)
bis Pakistan (49 °C im Juni) und dann in Sibirien und im Norden der Volksrepublik China (bis 40 °C Mitte Juli) und bis Vorderasien (52,5 °C in Mitribah, Kuwait, 17. Juli; Mahschahr, Iran, 46 °C, 1. August) und in Nordostafrika (46 °C im südlichen Ägypten Mitte August) abnorme Hitze, mit schwersten Waldbränden in Sibirien im Raum des Baikalsees.
Auch in Nordamerika (Nordwesten; mehrfach 45 °C, 28. Juni), wo nach jahrelanger Dürre ebenfalls eines der intensivsten Waldbrandjahre der jüngeren Geschichte herrschte,
in Mexiko (bis 40 Grad Ende August)
sowie in Japan (38,5 °C in Jōetsu Takada, 13. Juli) gab es zeitgleich Hitzewellen.
Den jeweils heißesten Julitag seit Aufzeichnungsbeginn meldeten auch Kolumbien (42,2 °C, Urumitia, 1. Juli) und Thailand (41,1 °C, Kamalasai, 1. Juli).
In Afrika war der Juli der zweitheißeste (nach 2002) und in Südamerika der fünftheißeste der Messgeschichte.
Ungewöhnliche Kälte verzeichneten hingegen im dortigen Südwinter Mitte Juli Neuseeland und Australien (Schneefälle in den Blue Mountains wie seit 20 Jahren nicht mehr).
Insgesamt waren sowohl der Juli wie auch der August – wie die beiden Vormonate – weltweit die jeweils heißesten je verzeichneten, der August insbesondere in Europa, Afrika und Südamerika.
Ab Mai bestand auf der ganzen Nordhalbkugel eine ausgedehnte Blockade-Situation, die besonders über dem Pazifik wiederholt ausgeprägt war und zu einem abnormen Verlauf des Jetstreams, abreißender Westwinddrift sowie ortsfesten Hochs führte und Hitzewellen auf vier Kontinenten. Die Indizes der Nordatlantischen und Arktischen Oszillation waren entgegen den Prognosen stark fallend, ein Anzeichen für – durch ein zu schwaches Azorenhoch – Richtung Europa einströmende polare Kaltluft; doch erreichte diese den Kontinent durch die Blockade nicht, sondern blieb über dem Mittelatlantik.
Die letzte solcher regelmäßig auftretenden hemisphärischen Blockadesituationen hatte im Winter 2014 zu einer großen Kältewelle in Nordamerika, einer Winterhitze in Sibirien wie auch zu Sturmfluten und Überschwemmungen in Europa geführt.

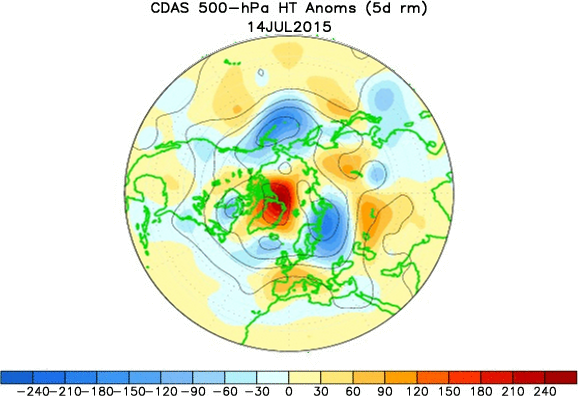
500-hPa-Anomalien der Nordhemisphäre 14. Juli: Zerfall des Polartiefs in mehrere Kerne und abnormales hochreichendes Hoch am Nordpol; ein weitgehend globaler Gürtel von Hitze entlang der mittleren und niederen Breiten (ausgeweitete Hadley-Zelle)

Ab der zweiten Juli-Dekade war ein mächtiges Polarhoch für Europa wetterbestimmend. Dadurch weitete sich die tropische Hadley-Zelle in mittlere Breiten aus. Gleichzeitig verstärkte sich das Westafrikanische Monsunsystem (Guinea-Monsun). Dadurch wurden tropische Luftmassen über die Sahara bis in den Mittelmeerraum gesteuert. Das Zentrum der Hitze verlagerte sich in Folge vom westlichen in das zentrale und dann östliche Mediterraneum.
Anfang August setzte wieder eine stark blockierte Omegalage zwischen den Atlantiktiefs und einem Kaltlufttropfen-artigen Tief über Sibirien ein, wobei die Warmluft über das Weiße Meer bis zum Nordpol vorstieß; dort lagen die 850-hPa-Temperaturen beispielsweise am 7. August bei über 0° und damit auf dem Niveau Irlands oder dem des Westsibirischen Tieflands östlich des Urals. Das Azorenhoch hatte sich hingegen in den westlichen Atlantik auf etwa 35° nördlicher Breite verlagert, dies entspricht der Höhe North Carolina–Gibraltar. Der Jetstream wurde in Folge auf nördlichere Breiten von 40–60° bis auf die Höhe Neufundland–Biscaya–Nordskandinavien abgedrängt. Am 6. August wurde ein abnorm starker Sahara-Staub-Outburst Richtung Südamerika beobachtet.
Die Endphase war von blockierten Nordatlantikhochs geprägt, mit weiterhin extrem weit nördlich verlagertem Jetstream.

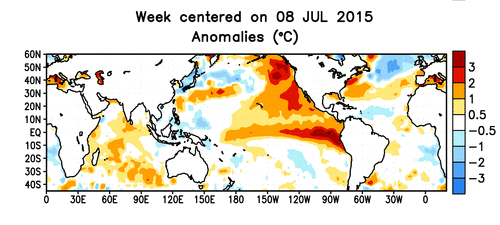
Meerestemperatur um den 8. Juli 2015 (Anomalie der Woche): Neben dem Pazifik auch eine Überhitzung des Mittelmeeres und des Kaspischen Meeres

Die Gesamtwetterlage wird als Symptom des laufenden El-Niño-Ereignisses gesehen, das seit April aktiv ist das in den Herbst hinein zunahm,
und erst im Mai 2015 in ein La-Niña-Ereignis umschlug.
Ein Zusammenhang der Intensität des Hitzeereignisses mit der globalen Erwärmung gilt als Stand der Forschung.
Durch den El-Niño-Einfluss und die Azorenhochcharakteristik fiel auch die atlantische Hurrikansaison weitgehend aus, sie war eine der schwächsten seit vielen Jahren. Die pazifischen Taifune hingegen sind überdurchschnittlich häufig.
Der Verlauf der Hitzewelle konnte im Juli mit dem europäischen IFS-Modell des EZMW/ECMWF mittelfristig gut (10–14 Tage) vorhergesagt werden,
während das CFS/GFS-Modell des amerikanischen NOAA-NCEP schlechte Ergebnisse zeigte. Die Mittelfristklimatologie liegt selbst im Ensemble außerhalb des Erwarteten, auch Langfristprognosen aus dem Frühjahr – etwa bezüglich der Hurricanes – wurden mehrmals nachkorrigiert.
Neben zahlreichen europaweit aufgetretenen lokalen Tageswerten, welche die höchsten seit Beginn der jeweiligen Aufzeichnungen waren, wurde – schon Mitte des Monats Juli absehbar – beispielsweise in
Spanien,
Österreich,
der Schweiz
und Norditalien
der Juli 2015 der heißeste je dagewesene Juli und einer der heißesten aller Monate überhaupt, inklusive der August-Monate. Der August 2015 war im östlichen Deutschland, wie beispielsweise in Berlin und Dresden, der heißeste August seit 208 Jahren, wobei mit 13 bis 14 (in Südostbrandenburg örtlich bis zu 17) Heißen Tagen die alten Hitzetagsrekorde vom August 1944 ebenfalls überboten wurden. Der August 2015 ähnelte damit stark dem Juli 2006, der in der Lausitz sogar bis zu 21 Heiße Tage gebracht hatte. Der Hochsommer insgesamt (Juli und August 2015) war in Berlin – wenn auch nur ganz knapp – vor dem Hochsommer 1994 der wärmste seit 1834.
Das Dreimonatsintervall Juni–August (meteorologischer Sommer) war aber in Europa nur das dritthöchste seit 2012 gemessene, nach 2003 und 2010.
Abnorm sind auch die niedrigen Niederschläge. Damit kann großräumiger von einem Jahrhundertereignis gesprochen werden.

## Auswirkungen
Europaweit wurde in mehreren Ländern eine hitzebedingte Übersterblichkeit festgestellt. Am stärksten betroffen waren Spanien und die Schweiz, aber auch Italien, Frankreich, Belgien und Griechenland. Direkte Hitzeopfer wurden nur vereinzelt gemeldet,
aber zahlreiche tödliche Badeunfälle, insbesondere in Ostmitteleuropa und im Baltikum.
Spezielle Notfallpläne für Gesundheitsprobleme durch große, langandauernde Hitze wurden unter anderem in Spanien, den Niederlanden und Frankreich aktiviert.
Die mit der Hitzewelle einhergehenden Stürme und Unwetter verursachten Schäden in Milliardenhöhe (so alleine 150 Mio. Euro am 8. Juli in Kärnten, eines der schwersten Gewittersturm-/Hagel-Schadensereignisse der Region überhaupt).
Sie forderten in Italien (8. Juli, 5. August, 10. August),
in Ungarn (8. Juli),
Österreich (9. Juli, 21. Juli),
Polen (19. Juli),
den Niederlanden (26. Juli),
Tschechien (26. Juli)
sowie Frankreich (23. August, 16. September)
Menschenleben.
Die Hitzewelle verschärfte auch die humanitären Missstände in der Flüchtlingsproblematik zu dieser Zeit. Sie traf Nordafrika wie auch das Krisengebiet im Nahen Osten, wo durch Dürren und Syrien-/IS-Konflikt Millionen Menschen auf der Flucht sind, durch die dortigen Temperaturen bis über 50 Grad herrschten lebensbedrohliche Zustände. Genauso betroffen waren die süd- und ostmitteleuropäischen Länder, die die typischen Erst-Asylstaaten sind. Deren Auffanglager waren völlig überfüllt: Nach Griechenland kamen seit dem Frühjahr weit über 200.000 Flüchtlinge, nach Italien um die 100.000 über das Mittelmeer.
So kam es ab Juli zu einer unkontrollierten Weiterwanderung nach Mitteleuropa, besonders die Lage auf der Balkanroute über Griechenland – verschärft durch die dortige Wirtschaftskrise – eskalierte, von etlichen Hunderten Anfang des Sommers stiegen die täglichen Durchgangszahlen auf mehrere Tausende gegen Anfang Herbst. An zahlreichen Grenzen, auch innerhalb der EU, mussten wieder Grenzkontrollen aufgenommen werden, teils sogar mit Unterstützung des Militärs. Ungarn errichtete im Laufe des Sommers einen Grenzzaun zu Serbien. Mazedonien rief im späteren August den Ausnahmezustand aus. Selbst in Österreich und Deutschland, welches das Zielland des Gutteils dieser Flüchtlinge war, herrschten teils chaotische Zustände.
Im gesamten Mittelmeerraum, aber auch im gemäßigteren Europa, wurde die Dürre zunehmend zum Problem, insbesondere dort, wo auch schon durch die Hitzewellen im Frühjahr die Jahresniederschläge bisher weit unter dem Mittel liegen, so
in Portugal
und Spanien,
in fast ganz Frankreich,
im mittleren Deutschland,
Oberitalien,
Ostösterreich oder
der Ukraine und Weißrussland,
aber auch im nicht von der Hitze betroffenen Irland.
Europaweit erreichten die Ernteausfälle ebenfalls Milliardenhöhen. So schätzte die Österreichische Hagelversicherung den landwirtschaftlichen Gesamtschaden durch Hitze auf 170 Millionen Euro und weitere 40 Millionen Euro durch Unwetter.
Eine Ausnahme bildet der Weinbau, die Hitze ließ verbreitet eine vollreife Ernte und einen großen Jahrgang von Reserveweinen erwarten. Aber auch hier gab es schwerere Hagelverluste, so war besonders der Chablis im Burgund kurz vor der Ernte betroffen.

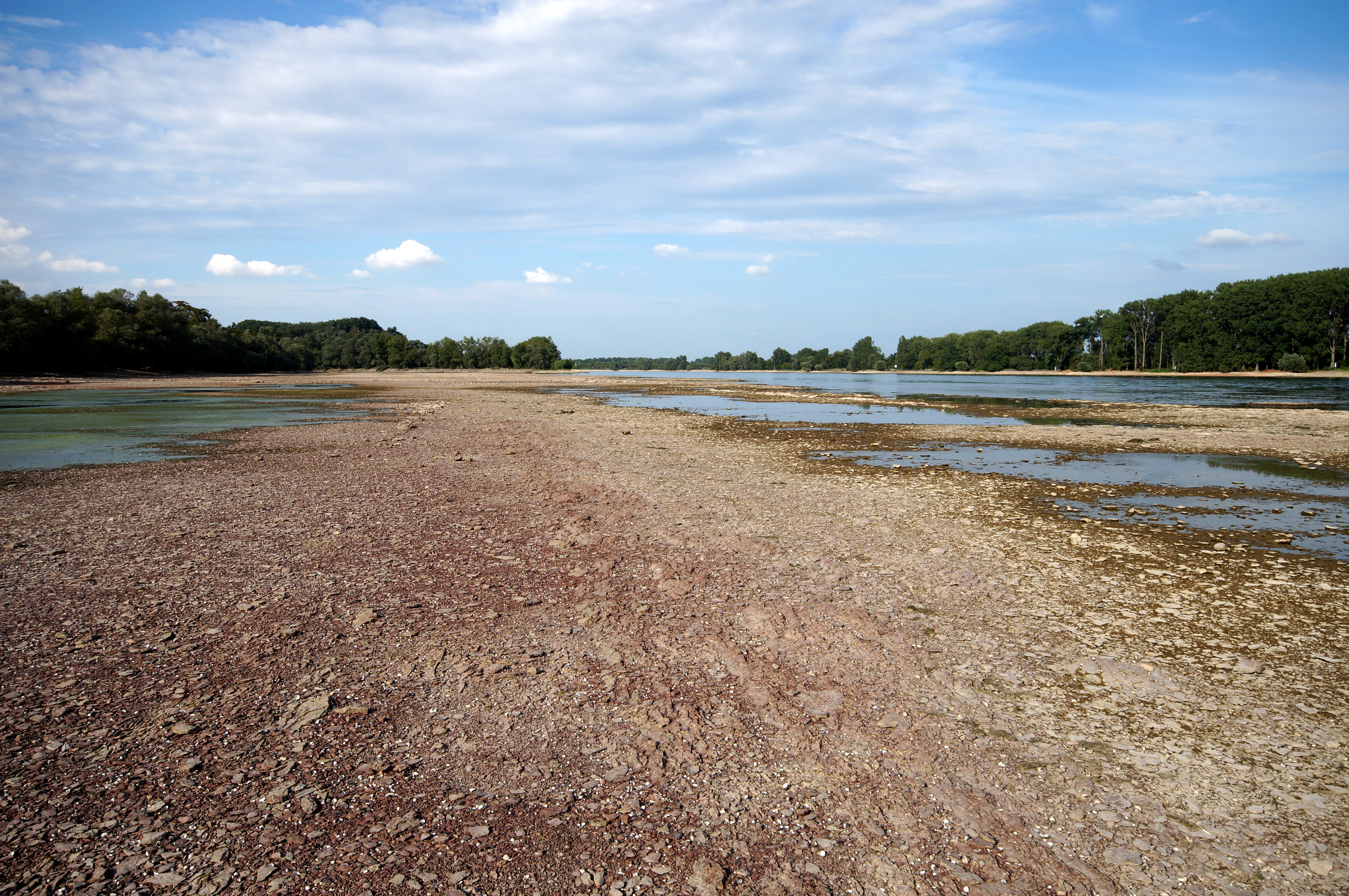
Viele Ströme verzeichneten historische Niedrigwasser, hier etwa der Oberrhein in Rheinhessen zwischen Nierstein und Nackenheim Mitte August 2015

Mit der Dürre sanken auch die Flusspegel, die Elbe beispielsweise hatte ein 50-jähriges Niedrigwasser, auch auf Rhein oder Donau kam es zunehmend zu Behinderungen in der Schifffahrt, dort aber wegen der zwischenzeitlichen Gewitter im Einzugsgebiet gemäßigter. Extremes Niederwasser führte der Po im Juli.
Eine Besonderheit des Wetterereignisses war auch die Überhitzung des Mittelmeeres. Mitte Juli lagen die Oberflächen-Wassertemperaturen im Tyrrhenischen Meer vor Süditalien schon großräumig bei 30 °C und in einem Drittel der ganzen Meeresflächen von Gibraltar bis an die Levante über 28 °C, Spitzenwerte einzelner Buchten erreichten 34 °C. (2003 wurden vor den Balearen im August stellenweise 32 °C gemessen). Ende Juli kam es zu einem Fischsterben im Thyrrenischen Meer vor der Toskana. Unter anderem war aber auch die Schweiz von dramatischen Fischsterben betroffen. Befürchtete schwere Unwetter für den Herbst durch die gespeicherte Energie blieben aber weitgehend aus.
Überhitzung wurde auch in kontinentalen Gewässern zum Problem, so war der Bodensee mit über 26 °C so warm wie noch nie gemessen.

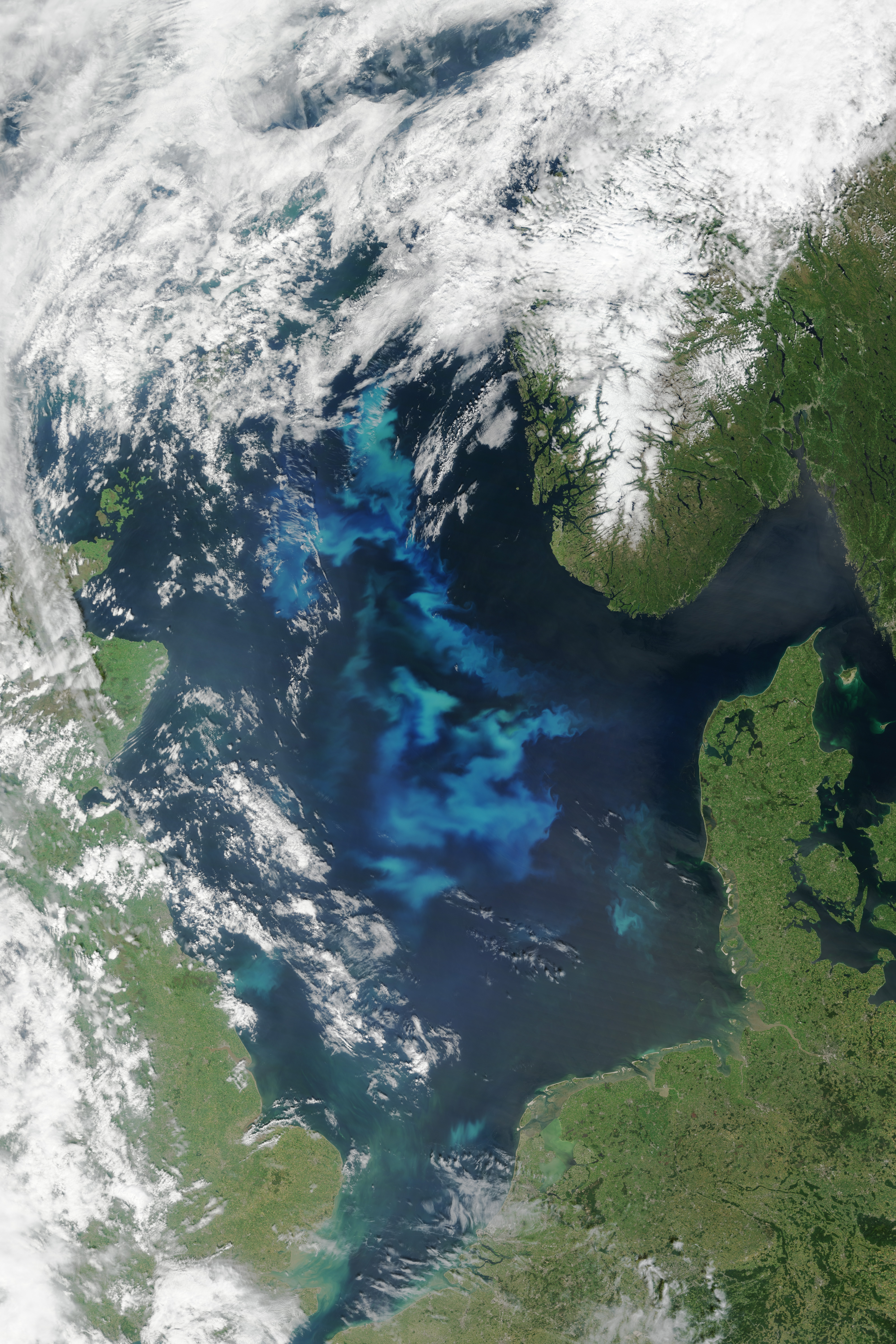
Algenblüte in der Nordsee 1. Juli; es hatte schon Anfang Juni eine gegeben.

Verbreitet kam es in Europa zu Waldbränden, darunter auch Anfang Juli zu einem Waldbrand unweit des 1986 explodierten Atomkraftwerks Tschernobyl. Ukrainische und russische Behörden teilten mit, es sei keine erhöhte Radioaktivität festgestellt worden.
In Südwestdeutschland gab es in der ersten Julihälfte einige Wald- und Flächenbrände. Die Lage im Mittelmeerraum blieb gegen Ende Juli unter Kontrolle, so in Griechenland, das an sich bisher von der Hitze nicht abnormal betroffen war, mit zahlreichen Buschfeuern, einem direkt vor Athen, ebenso in Italien und im östlichen Adriaraum in Kroatien, Albanien und Mazedonien.
Mitte August wüteten schwerere Brände in Portugal und Spanien. 
Befürchtet weitreichende Waldschäden durch die allgemeine Hitze und Trockenheit blieben jedoch aus, der Windwurf durch Sturm Niklas Ende März und weitere im Laufe des Sommers blieb das Hauptschadereignis des Jahres, blieben Hauptgrund für die gebietsweise hohen Forstschäden, während der Borkenkäferbefall auf niedrigem Niveau blieb (2003 beispielsweise hatte es nach Wintersturm Uschi und Sommerhitze schweren Käferschaden gegeben).
In Deutschland kam es Anfang Juli auf verschiedenen Autobahnen zu Hitzeschäden der Fahrbahn, was Vollsperrungen und Tempolimits zur Folge hatte.
In Essen liefen sich einige Stadtbahngarnituren in aufgeweichtem Bitumen fest.
In der Oberpfalz kam es auf den Bahnstrecken Cham–Waldmünchen und Cham–Bad Kötzting Mitte Juli zu schweren Gleisverwerfungen und längeren Sperrungen.
In Österreich trat Anfang Juli an Arlberg- und Außerfernbahn in Tirol Gleisbruch auf, der schnell repariert wurde.
Nach Angaben des französischen Netzbetreibers RTE kam es wegen Netzüberlastungen durch Kühlsysteme am Anfang der ersten Hitzewelle zu zahlreichen Stromausfällen. Am 30. Juni waren fast eine Million französische Haushalte ohne Strom. Später gab es europaweit mehrfach umfangreichere Netzausfälle durch die Stürme.